# 박시명
박시명(朴時明, 1924년 3월 29일 ~ 1986년 5월 31일)은 일제 강점기에 연극배우 활약한 대한민국의 연극배우 겸 영화배우이다.

## 생애
본관은 밀양(密陽)이며, 평안북도 선천 출생이다. 1943년 연극배우 첫 데뷔하였다. 8·15 광복 이후에도 연극배우에 전념하다가 1965년 영화 분야에 진출하였다.
그는 김희갑, 구봉서, 송해, 양훈 등과 아울러 대한민국 희극영화배우 1세대를 수놓은 연기자이다.

## 출연작
코미디
MBC 방송의 코미디 웃으면 복이 와요 프로그램에 출연하였다.

### 연극
- 1943년 《아리랑》
- 1948년 《은하수》
- 1956년 《협객 임꺽정》 ... 율곡 이이 역(조연)

### 영화
- 1965년 《쥐구멍에도 볕들 날 있다》
- 1967년 《엘레지의 여왕》
- 1967년 《우주괴인 왕마귀》
- 1968년 《단벌신사》
- 1968년 《가요반세기》
- 1968년 《강산에 꽃이 피네》
- 1968년 《춘향》
- 1969년 《독짓는 늙은이》
- 1969년 《특등비서》
- 1970년 《팔도 노랭이》

### 텔레비전 드라마
- 1973년 TBC 동양방송 드라마 《북간도》